# 1968 (近藤房之助のアルバム)
『1968』（ナインティーンシクスティエイト）は近藤房之助のカバー・アルバム。

## 内容
アルバムタイトルについては近藤曰く「1968年当時の悶々としたイメージがあった。それを表現したかった」とのこと。近藤はギターのみならず、ベース、ドラムも演奏した。当アルバムの発売を機に、iTunesのブルーズチャートが、収録曲12曲で、1～12位までが完全占拠される状況になった。

## 批評
CDジャーナルは「1968年を境に傾倒していったというブルースは、近藤自身のいわば、原点であり、あえて、多くのミュージシャンによってカバーされた名曲を揃えているのは、その中でも近藤らしさを表現できる自信の表われ」と評した。

## 収録曲
1. Catfish Blues
2. Walking The Back Streets And Crying
3. Blue Shadows
4. She Moves Me
5. Ain't Nobody's Business
6. Little By Little
7. All Your Love I Miss Loving
8. Double Trouble
9. Sweet Home Chicago
10. You're Breaking My Heart
11. Crying Won't Help You
12. Cry To Me
13. Why I Sing The Blues